# Spoorlijn 254
Spoorlijn 254 was een Belgische industrielijn van Bascoup naar Trazegnies. De lijn sloot aan op de Fosses 5, 6 & 7 en was 4,8 km lang. In het verleden heeft de lijn ook het nummer 113A gehad. 

## Aansluitingen
In de volgende plaatsenen was er een aansluiting op de volgende spoorlijnen:
Bascoup
Spoorlijn 113 tussen Manage en Piéton
Spoorlijn 183 tussen La Louvière-Centrum en Bascoup
Trazegnies
Spoorlijn 112A tussen Roux en Piéton
Spoorlijn 120 tussen Luttre en Trazegnies
Spoorlijn 249 tussen Trazegnies en Fosse 6